# Kuusisaari (ö i Norra Österbotten, lat 65,47, long 28,67)
Kuusisaari är en ö i Finland. Den ligger i sjön Tyräjärvi och i kommunen Taivalkoski i landskapet Norra Österbotten, i den nordöstra delen av landet, 600 km norr om huvudstaden Helsingfors. Öns area är 3,7 hektar och dess största längd är 340 meter i öst-västlig riktning.